# Rupert (Virginia Occidental)
Rupert es un pueblo ubicado en el condado de Greenbrier en el estado estadounidense de Virginia Occidental. En el Censo de 2010 tenía una población de 942 habitantes y una densidad poblacional de 465,1 personas por km².

## Geografía
Rupert se encuentra ubicado en las coordenadas 37°57′53″N 80°41′12″O / 37.96472, -80.68667. Según la Oficina del Censo de los Estados Unidos, Rupert tiene una superficie total de 2.03 km², de la cual 1.99 km² corresponden a tierra firme y (1.92%) 0.04 km² es agua.

## Demografía
Según el censo de 2010, había 942 personas residiendo en Rupert. La densidad de población era de 465,1 hab./km². De los 942 habitantes, Rupert estaba compuesto por el 98.83% blancos, el 0.42% eran afroamericanos, el 0.11% eran amerindios, el 0% eran asiáticos, el 0% eran isleños del Pacífico, el 0.11% eran de otras razas y el 0.53% pertenecían a dos o más razas. Del total de la población el 1.06% eran hispanos o latinos de cualquier raza.